# Rutidea decorticata
Rutidea decorticata är en måreväxtart som beskrevs av William Philip Hiern. Rutidea decorticata ingår i släktet Rutidea och familjen måreväxter. Inga underarter finns listade i Catalogue of Life.